# Ermita de Santa Catalina (Peñarrubia)
La ermita de Santa Catalina está situada entre las localidades de Piñeres y Cicera, en el municipio español de Peñarrubia (Cantabria). De propiedad privada, se localiza junto a la carretera que lleva al monte Jozarcu.
El templo se situaba junto al antiguo cruce de los caminos de Linares, Piñeres y Cicera, así como del camino a Lamasón. Con la construcción de las carreteras modernas la ermita ha quedado apartada del cruce actual.

## Descripción
Es una ermita barroca bien conservada que data del siglo XVII o XVIII, aunque su cronología exacta se desconoce.
Se trata de una pequeña construcción rústica alargada y de planta rectangular, con cubierta de madera y teja árabe a cuatro aguas, sin ornamentos ni espadaña. Consta de un porche enrejado, una nave única y una capilla adosada más estrecha que la nave y separada de esta por un arco de medio punto.
En el hastial se halla el zaguán enrejado en el que se encuentra una inscripción ilegible sobre una rehabilitación llevada a cabo entre los siglos XIX y XX. Sus gruesos muros son de mampostería concertada armados con argamasa.